# Spermophora yao
Spermophora yao är en spindelart som beskrevs av Huber 200. Spermophora yao ingår i släktet Spermophora och familjen dallerspindlar.
Artens utbredningsområde är Queensland. Inga underarter finns listade i Catalogue of Life.